# Fast Concept Car
Fast Concept Car of Fast is een Franse busfabrikant en voormalig openbaarvervoerbedrijf.

## Geschiedenis
In 1910 begon hotelier en restauranthouder Paul Ringeard uit Nantes met een vervoerbedrijf. Hij wou zijn klanten iets meer bieden en vervoerde hen met bussen van de stad naar het station. Al snel werd het vervoer een volwaardige activiteit en werd door de zoon uitgebreid onder de naam Financière Atlantique de Services et de Transports (kortweg FAST). In de jaren 1960 werd door Jean-Paul Ringeard de toeristische sector afgestoten en richtte het bedrijf zich vooral op het openbaar vervoer en scholierenvervoer. In 1996 maakte Fast zijn eerste eigen bus in samenwerking met Renault V.I. In 2000 nam Fast het Franse bedrijf Carrier Carrosserie over en werd hierdoor een volwaardige autobusfabrikant. In 2005 kwam er een samenwerking met het Turkse busfabrikant Otokar voor de exclusieve verdeling van hun producten in Frankrijk en de Benelux.

## Producten
Fast maakt enkele bussen in samenwerking met Otokar, maar maakt ook bussen onder eigen naam.
Eigen productie
- Fast Roller
- Fast Scoleo
- Fast Scoler
- Fast Starter
- Fast Stylus
- Fast Syter

In samenwerking met Otokar
- Otokar Navigo
- Otokar Vectio